# Sint-Gertrudiskerk (Sint-Antelinks)

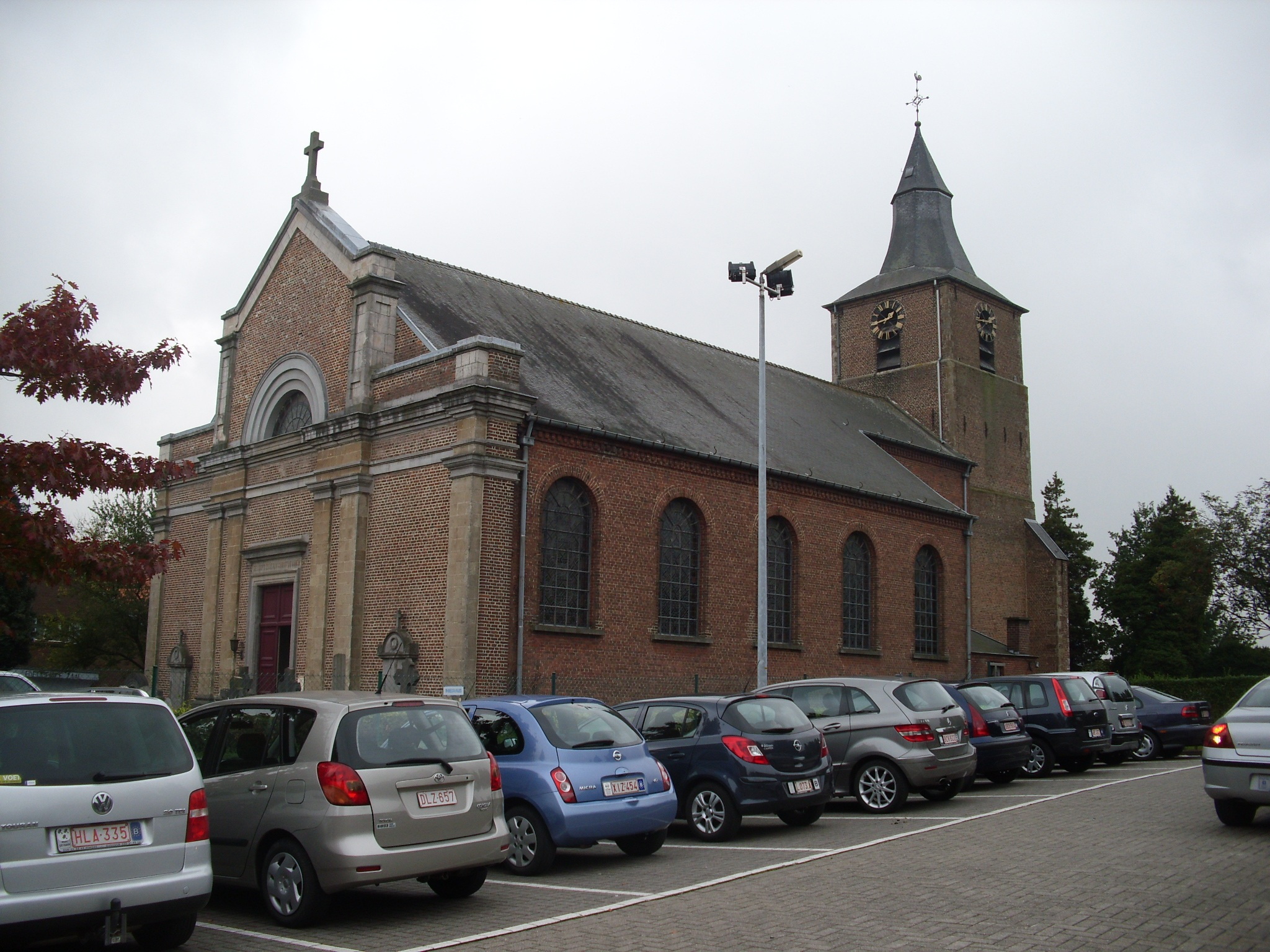
Sint-Gertrudiskerk

De Sint-Gertrudiskerk is de parochiekerk van de tot de Oost-Vlaamse gemeente Herzele behorende plaats Sint-Antelinks, gelegen aan de Huigeveldstraat 1.

## Geschiedenis
In de 12e of 13e eeuw was er al een kerk waarvan het patronaatsrecht toebehoorde aan de Abdij van Nijvel. In 1635 werd een nieuwe toren gebouwd. In 1846-1848 werd een nieuwe kerk gebouwd in neoclassicistische stijl waarbij de 17e-eeuwse toren werd gespaard.

## Gebouw
Deze naar het westen georiënteerde bakstenen pseudobasiliek heeft een tegen het koor geplaatste westtoren van 1635 die vroeger mogelijk een vieringtoren is geweest. De peervormige, met leien bedekte, spits is van 1829. De westgevel is neoclassicistisch vormgegeven met onder meer pilasters.

## Interieur
De kerk bezit een 17e-eeuws en een 19e-eeuws zijaltaar. Ook is er een 17e-eeuws koorgestoelte, vermoedelijk afkomstig van de Sint-Adriaansabdij te Geraardsbergen. De communiebank is in Lodewijk XV-stijl en afkomstig uit de kerk van Haaltert. Het orgel werd in 1835 vervaardigd door Pierre-Charles Van Peteghem II.